# Blackpool Football Club
El Blackpool Football Club es un equipo de fútbol inglés, de la ciudad de Blackpool en Lancashire. Y desde la temporada 2023-24 juega en la English Football League One, tercera categoría del fútbol de Inglaterra.

## Historia

### Primeros años
El club se fundó oficialmente en 1887 tras la fusión de dos clubes. El 26 de julio de 1887 se fundaba de forma oficial como Blackpool Football Club.
El club fue uno de los fundadores de la Lancashire League. En 1894 ingresó en la Football League. En 1896 debutaba en la Second Division, siendo su primer partido oficial contra el Lincoln City, perdiendo 3-1. El Blackpool descendería en diversas ocasiones.

### Principios delsigloXX
El Blackpool no lograba asentarse en las altas divisiones, además cambió de estadio varias veces. Asentados en la Division Two, el estallido de la Primera Guerra Mundial canceló las competiciones deportivas. Tras la reanudación en 1920, el Blackpool finalizó cuarto, a las puertas del ascenso. En 1922, Harry Bedford, el mejor jugador del equipo, se marchó al Nottingham Forest. En 1925, el equipo logró alcanzar la cuarta ronda en la FA Cup por primera vez en su historia. En 1930, el Blackpool, liderado por su entrenador Harry Evans y el delantero Jimmy Hampson, finalizó campeón de la Division Two seguido a 3 puntos por el Chelsea FC.
Tras tres años muy mediocres en la First Division, finalizó último y regresó a la Division Two. La temporada 1934-35 fue la última de Jimmy Hampson, el hasta entonces máximo goleador del Blackpool. En la 1936-37, el Blackpool finaliza subcampeón tras el Leicester City, consiguiendo el ascenso. El equipo se mantuvo en la Division One en la etapa anterior a la Segunda Guerra Mundial, hasta la cancelación de las competiciones por el estallido de la guerra.

### Etapa posguerra
En la 1945-46 se reanudaron las competiciones. Liderados por jugadores como Stanley Matthews, Stan Mortensen, Harry Johnston, Ray Charnley, Allan Brown, George Farm o Hugh Kelly, la década de los 50 será considerada como la más exitosa en la historia del Blackpool. En esos años, el Blackpool llegaría tres veces a la final de la FA Cup, perdiendo en 1948 y 1951 ante el Manchester United, pero en 1953 finalmente vencería al Bolton Wanderers en la final, ganando su primera FA Cup.
En la 1955-56, el Blackpool consiguió la mejor clasificación liguera de su historia, subcampeón tras el Manchester United y siendo cuarto y séptimo en los años posteriores.

## Uniforme
- Marca: Puma (2020-Presente)
- Uniforme titular: Camiseta naranja, pantalón blanco y medias naranjas.
- Uniforme alternativo: Camiseta blanca, pantalón naranja y medias blancas.
- Tercer uniforme: Camiseta azul con detalles naranjas, pantalón azul y medias azules.

### Local
| 2015-16 | 2016-18 | 2018-19 | 2019-20 | 2020-21 | 2021-22 | 2022-23 |

## Palmarés

### Torneos nacionales
- Football League Championship (1): 1930
- FA Cup (1): 1953
- Football League War Cup (1): 1942
- Football League Trophy (2): 2002, 2004

### Torneos internacionales amistosos
- Copa anglo-italiana (1):1971

## Rivalidades
Su máximo rival es su vecino,  el Fleetwood Town con quien disputa el Derbi de Fylde Coast.
También mantiene una fuerte rivalidad con Preston North End (M55 Derbi), club muy cercano a Blackpool.